# Tejada
Pour les articles homonymes, voir Tejada (homonymie).
Tejada est une commune d'Espagne dans la communauté autonome de Castille-et-León, province de Burgos. Elle s'étend sur 22,74 km2 et comptait environ 38 habitants en 2011.